# Zhìkǎi
Zhìkǎi (智鎧, Wade-Giles: Chih-k'ai; Nanchang, 533 – Nanchang, 610) è stato un monaco buddista cinese di scuola Tiāntái.

## Biografia
Nacque a Nanchang (provincia dello Jiangxi) nel 533, il suo nome secolare era Xiahou. Entrò giovanissimo nel monastero di scuola Sānlùn (三論宗), lo Xixinghuang-si (錫興皇寺), a Nanchino divenendo discepolo diretto del sesto patriarca Fǎlǎng (法朗, 507-581).
Conobbe Zhìyǐ (智顗, 538-597), il patriarca Tiāntái, nel 585, quando quest'ultimo, invitato dall'imperatore Hòu Zhǔ (後主, conosciuto anche come Chén Shúbǎo, 陳叔寶, ultimo imperatore della dinastia Chen, regno: 582-89), giunse a Nanchino, risiedendo molto probabilmente nello stesso monastero di Zhìkǎi.
Zhìyǐ tenne in quel periodo una serie di lezioni sul Sutra del Loto, successivamente raccolta nel Miàofǎliánhuājīng wénjù (妙法蓮華經文句, anche Fǎhuā wénjù, Parole del Sutra del Loto, giapp. Myōhōrengekyō mongu, T.D. 1718) dal suo allievo Guàndǐng (灌頂, 561-632).
Cultore della scuola Madhyamaka, come Zhìyǐ, Zhìkǎi apprese dal patriarca Tiāntái le tecniche meditative dello zhǐguān (止觀) e la devozione per il Saddharmapuṇḍarīkasūtra (Sutra del Loto, cin. 妙法蓮華經 Miàofǎ Liánhuā Jīng, giapp. Myōhō Renge Kyō, conservato nel Fǎhuābù), che, unitamente al del Mahāyāna Mahāparinirvāna-sūtra (Grande sutra mahayana della totale estinzione, cin. 大般泥洹經 Dà bān níhuán jīng, giapp. Dainehankyō, conservato nel Nièpánbù) e al vinaya sarvāstivāda (Daśa-bhāṇavāra-vinaya, Dieci suddivisioni delle regole monastiche, cin. 十誦律 Shísònglǜ, conservato nel Lǜbù), divenne oggetto delle sue successive predicazioni.
Nel 588 Nanchino fu attaccata dalle armate settentrionali della neonata dinastia Sui (già dinastia Zhou del Nord) e Zhìkǎi, insieme ad altri monaci tra cui Zhìyǐ e Guàndǐng, si diresse sul Monte Lu per soggiornare nei monasteri collocati su quella montagna, e dove ebbe diversi discepoli, tra cui Dàoxìn (僧璨, 580-651) che diverrà il quarto patriarca del Buddismo Chán (禪宗).
Le cronache monastiche ci dicono che egli rimase per ben venti anni sulle vette del Monte Lu, in meditazione, rifiutando persino gli inviti del primo imperatore della dinastia Sui, Wén (文, conosciuto anche come Yáng Jiān, 揚堅, regno: 581-604).
Solo quando i cittadini di Nanchang gli chiesero di raggiungerli per predicargli il Sutra del Loto, e dopo numerosi rifiuti, Zhìkǎi decise di scendere dal Monte Lu e di tornare nella sua città natale dove, poco tempo dopo, nel 610, si spense nel locale monastero. Il suo corpo fu, tuttavia, trasferito sul Monte Lu.